# Otomispråk
Otomispråk, ofta endast benämnt otomi, eller otomí (endonym hñähñu), är en grupp av närbesläktade språk som talas i södra delar av Mexiko. De hör till oto-mangueanska språk. Sammanlagt talades språken av 284 992 människor enligt Mexikos folkräkning 2010. Otomispråken är erkända som officiella nationalspråk i Mexiko sedan 2003.
Namnet "otomi" är en exonym och kommer från nahuatls ord totomitl som betyder "fågelskytt".
Otomi språk består av nio olika språk. Ibland räknas också två mazahuaspråk med:
- Östotomi
  - Östlig högland otomi
  - Tenango otomi
  - Texcatepec otomi
- Nordvästotomi
  - Mezquital otomi
  - Querétaro otomi
- Sydotomi
  - Ixtenco otomi
  - Tilapa otomi
- Sydvästotomi
  - Centralotomi
  - Temoayaotomi
- Mazahuaspråk
  - Central mazahua
  - Michoacán mazahua